# Máslo

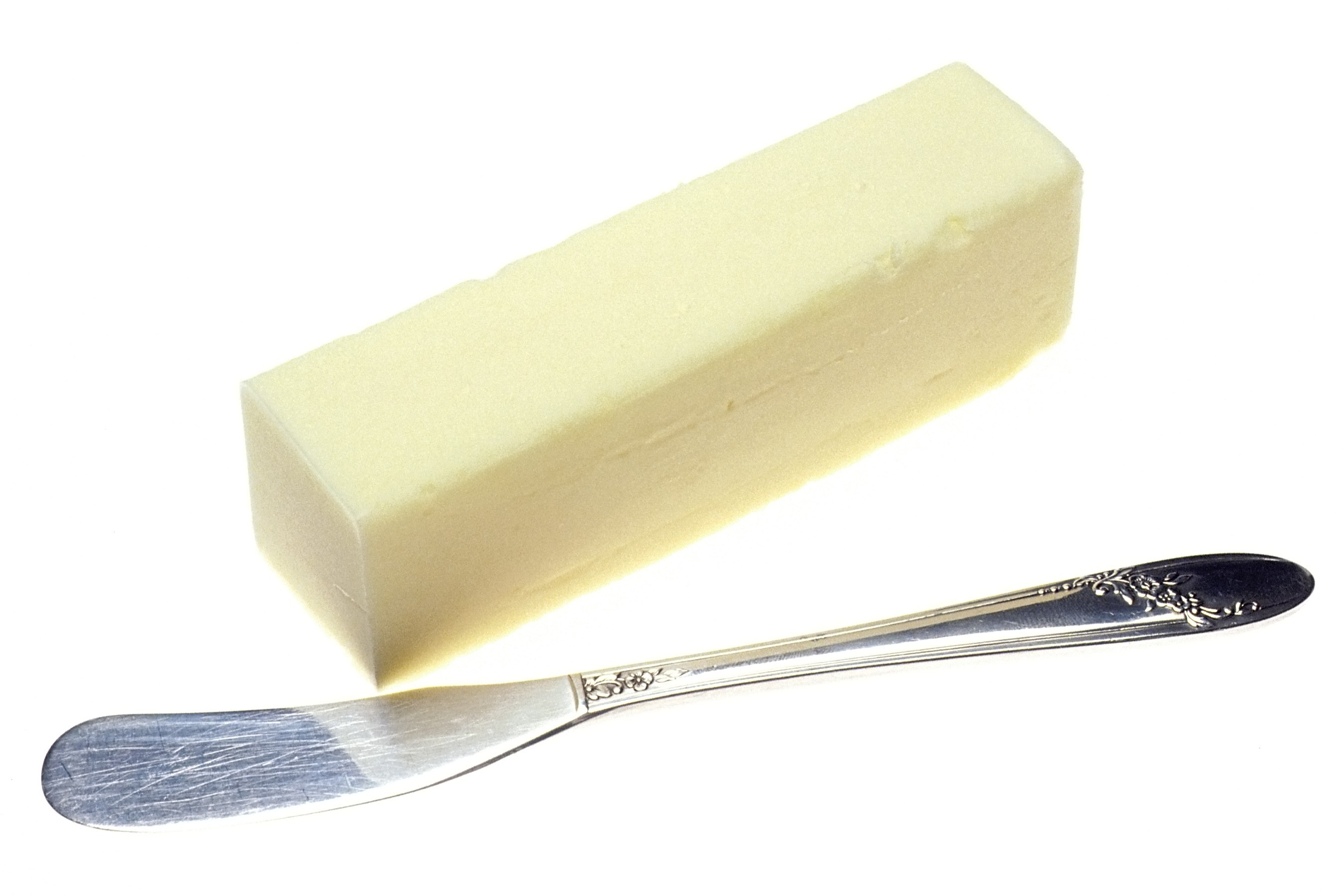
Kostka másla s nožem

Floris van Schooten

Máslo (zastarale též putra, nebo putr z německého Butter) je mléčný výrobek. Vyrábí se ze smetany za vzniku podmáslí, tradiční způsob výroby bylo stloukání v máselnici.
Hlavní složkou másla je emulgovaný mléčný tuk. Přepuštěné máslo je mléčný tuk získaný z másla pomocí zahřívání. Pomazánkové máslo je smetanová pomazánka, která neobsahuje máslo.

## Vlastnosti másla
Klasické máslo obsahuje minimálně 80 % mléčného tuku, zbytek tvoří voda (do 16 %) a pevné složky (bílkoviny, laktóza).
Máslo taje při teplotách v rozmezí cca 32 až 35 °C.

## Druhy másla

### Podle trvanlivosti
- Čerstvé máslo – na obalu musí být slovo „čerstvé“ a toto máslo má trvanlivost pouze 20 dnů od výroby, teplota skladování je max 8 °C
- Stolní máslo – už není označeno jako čerstvé a doba skladování je mnohem delší. Lze skladovat při chladírenských teplotách (2–8 °C) asi tři měsíce nebo při mrazírenských teplotách (−18 °C) více než rok.
- Máslo – také není označeno jako čerstvé a doba skladování je cca 35–55 dní od data výroby. Na obale je vyznačeno datum minimální trvanlivosti při dodržení skladovacích podmínek.

### Podle obsahu tuku
- Máslo přepuštěné – v legislativě nazývané „mléčný bezvodý tuk“, obsah mléčného tuku více než 99,3%, v Česku ho momentálně vyrábí společnost Mádhava. V minulosti ho vyráběla společnost A+Z Milk s.r.o.
- Máslo – klasické máslo vyrobené pouze ze smetany obsahuje minimálně 80 % mléčného tuku. Zakotveno v dodatku II nařízení EU,  kterým se stanoví společná organizace trhů se zemědělskými produkty [online]. Dostupné online.
- Máslo se smetanovým zákysem – minimálně 75 % mléčného tuku
- Máslo se sníženým obsahem tuku – minimálně 61 % mléčného tuku
- Máslo s nízkým obsahem tuku – minimálně 41 % mléčného tuku

## Průmyslová výroba másla

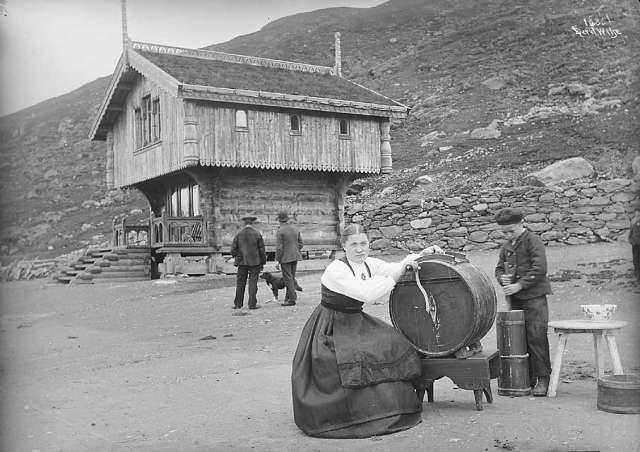
Axel Lindahl: Výroba másla, Haukeliseter, Vinje, asi 1890

### Pasterace smetany
Smetana získaná z mléka odstřeďováním o tučnosti asi 40 % (optimálně 37–42 %) se pasteruje při teplotách nad 95 °C po dobu několika sekund. Důvodem této vyšší teploty je fakt, že smetana vykazuje horší tepelné vlastnosti oproti mléku.

### Fyzikální zrání smetany
Fyzikální zrání smetany je klíčovým krokem při výrobě másla. Při tomto kroku dochází k částečné krystalizaci mléčného tuku. Fyzikální zrání másla by mělo probíhat alespoň dvě hodiny před stloukáním. Během fyzikálního zrání dochází také ke zvyšování viskozity. Částečně krystalizovaný mléčný tuk usnadňuje proces stloukání. Nedostatečně proběhnuté fyzikální zrání má za následek ztráty mléčného tuku do podmáslí. Důležitá je také teplota fyzikálního zrání, která by se měla pohybovat pod 8 °C. Fyzikální zrání smetany probíhá v uzravačích. Jsou to speciálně navržené tanky, které jsou schopny efektivního chlazení smetany a uvnitř tanků jsou pomaloběžná míchadla, zajišťující šetrné promíchání obsahu, aniž by došlo k porušení krystalické struktury mléčného tuku. Dobré chlazení během fyzikálního zrání je nutné také z důvodu uvolňování krystalizačního tepla, které je nutné odvádět. Pokud by se toto teplo neodvádělo, tak by mohlo dojít k nežádoucímu zvýšení teploty, které by mohlo způsobit tání krystalů tuku.

### Biologické zrání
Biologické zrání se v českých mlékárnách používá pouze okrajově. Jedná se o přídavek smetanového zákysu, čímž dojde k částečnému snížení pH smetany a takto vyrobené máslo má výraznější, nakyslou chuť. Výhodou másla ze zakysané smetany je, že vykazuje delší trvanlivost (díky nižšímu pH oproti nezakysanému máslu), naopak nevýhodou je nemožnost využít podmáslí jinak než na výrobu šlehaného podmáslí.

### Vlastní výroba másla
Aby došlo ke vzniku másla, musí dojít k reverzi fází z typu olej ve vodě na typ voda v oleji. To lze průmyslově uskutečnit několika způsoby:
- zpěňovací způsob – probíhá kontinuálně ve zmáselňovači nebo diskontinuálně v máselnici
- koncentrační způsob – odstřeďováním smetany na tučnost másla a následná reverze fází
- emulgační způsob

#### Stloukání másla
Jedná se o zpěňovací způsob výroby másla. V dnešní době převažuje kontinuální výroba ve zmáselňovači. Zmáselňovač se skládá ze tří částí: stloukací válec, odlučovací válec a hnětač. Před stloukáním másla je nutné smetanu ohřát na teplotu 10 až 12 °C. Teplota předehřevu je závislá na obsahu tuku a ročním období (obsahu volných mastných kyselin).
Stloukací válec slouží k našlehání smetany. Dochází k agregaci vykrystalizovaných tukových shluků a tyto se ještě koncentrují. Vzniká
máselné zrno. otáčky stloukacího válce mohou dosahovat až 3000 ot/min. Počet otáček se reguluje podle tučnosti smetany.
Takto vytvořené máselné zrno přechází do odlučovacího válce.

#### Odlučovací válec
Zde dochází k dalšímu shlukování máselného zrna a zároveň se uvolňuje mléčná plazma, tedy podmáslí. Podmáslí obsahuje vodu, bílkoviny, volný tuk a ve vodě rozpustné látky. V odlučovacím válci lze uskutečnit praní máselného zrna. Jedná se o dokonalejší odstranění mléčné plazmy propíráním máselného zrna ve vodě. Výhodou je větší trvanlivost másla a menší obsah laktózy (pro osoby s laktózovou intolerancí). Naopak nevýhodou je méně výrazná chuť, neboť propíráním dojde k odstranění senzorických složek mléčné plazmy (bílkoviny, laktóza).

#### Hnětač
V hnětači je umístěný šnekový dopravník, který protlačuje máslo přes perforovanou desku. Šnekový dopravník slouží k odstranění vzduchových bublin, které se vytvořily při shlukování máselného zrna. Perforovaná deska slouží k rovnoměrnému rozmístění vody v másle a ke zmenšení kapének vody. Tento proces je významný z hlediska trvanlivosti másla. Velké kapky vody by byly dobrým zdrojem živin pro bakterie. Během hnětení dochází ke standardizaci (úpravě obsahu) vody v másle.

#### Barvení másla
Dříve bylo povoleno do másla přidávat barvivo Orelana (bixin).  

#### Balení a skladování másla
Máslo, které projde hnětačem je dopravováno na balicí linku. Balení je možné uskutečnit do klasických kostek o hmotnosti 250 g nebo je máslo tvarováno do větších bloků podle potřeby, např. 25 kg. Po zabalení másla je ještě nutné nechat vyzrát krystalickou síť mléčného tuku v másle při teplotě skladování, čímž získá máslo svoji konzistenci.

#### Stloukání másla v máselnici

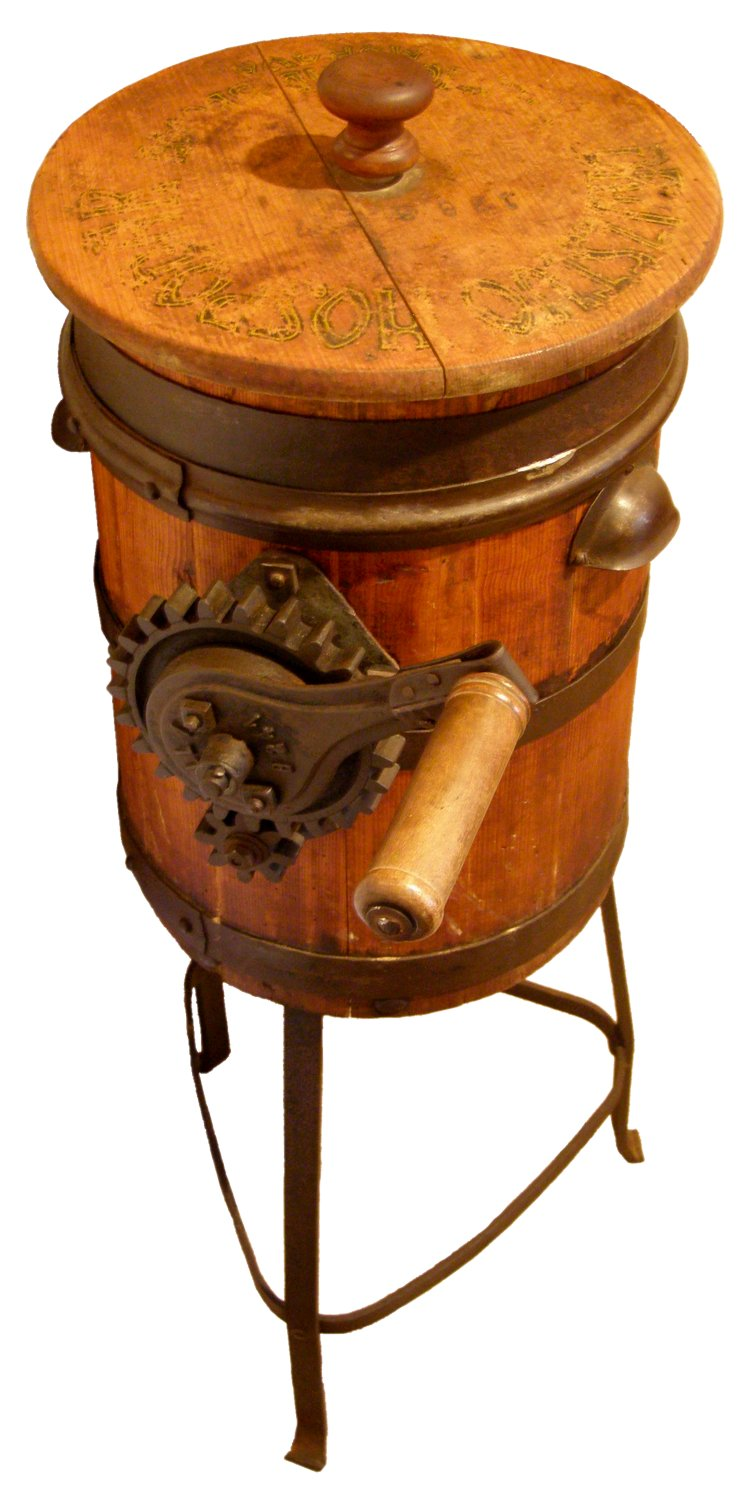
Historická máselnice

Tento způsob výroby v současné době přechází do pozadí. Jedná se o šaržový diskontinuální proces. Smetana, která prošla fyzikálním zráním je dávkována do velkého bubnu, který se uzavře a otáčením kolem vodorovné osy dochází ke stloukání. Otáčky bubnu jsou voleny tak, aby převažovala gravitace nad odstředivou silou. Po stlučení másla je vypuštěno podmáslí, které se nashromáždilo na dně válce. Máslo může být propráno vodou, následuje hnětení a úprava obsahu vody, balení. Stloukání másla v máselnici je dobré pro malé množství smetany, kdy se nevyplatí rozjíždět zmáselňovač. Kapacita máselnice může být např. 500 litrů smetany.
Staré technologie výroby másla lze zhlédnout v muzeu másla v obci Máslovice severně od Prahy.

## Význam másla ve výživě
Máslo je plnohodnotný mléčný tuk, který má specifické aroma a chuť. Aroma másla je dáno obsahem mastných kyselin s krátkou délkou řetězce. Chuť másla doplňuje přítomnost mléčných bílkovin. Máslo obsahuje vitaminy rozpustné v tucích, tedy A, D, E, K. Máslo také obsahuje významný podíl trans nenasycených mastných kyselin, takže konzumaci másla by měli omezit lidé s vysokým obsahem cholesterolu a cévními potížemi. Tyto závěry jsou však diskutabilní. Zdravým lidem by nemělo máslo uškodit. Problematika je však individuální a je důležité dodržování správné životosprávy. Vzhledem ke složení je máslo vhodné zejména pro studenou kuchyni. Máslo by se nemělo používat pro smažení. 

## Průměrný obsah látek a minerálů
Tabulka udává dlouhodobě průměrný obsah živin, prvků, vitamínů a dalších nutričních parametrů zjištěných v soleném másle.
| Složka          | Jednotka | Průměrný obsah | Prvek (mg/100 g) | Průměrný obsah | Složka (mg/100g) | Průměrný obsah |
| --------------- | -------- | -------------- | ---------------- | -------------- | ---------------- | -------------- |
| voda            | g/100 g  | 14,9           | Na               | 606            | vitamin C        | stopy          |
| bílkoviny       | g/100 g  | 0,6            | K                | 27             | vitamin D        | 0,0009         |
| tuky            | g/100 g  | 82,2           | Ca               | 18             | vitamin E        | 1,85           |
| cukry           | g/100 g  | 0,6            | Mg               | 2              | vitamin B6       | stopy          |
| celkový dusík   | g/100 g  | 0,10           | P                | 23             | vitamin B12      | 0,0003         |
| vláknina        | g/100 g  | 0              | Fe               | stopy          | karoten          | 0,608          |
| mastné kyseliny | g/100 g  | 76,7           | Cu               | 0,01           | thiamin          | stopy          |
| cholesterol     | mg/100 g | 213            | Zn               | 0,1            | riboflavin       | 0,07           |
| Se              | mg/100 g | stopy          | I                | 0,038          | niacin           | stopy          |
| energie         | kJ/100 g | 3059           | Mn               | stopy          | Cl               | 994            |

## Máslo v literatuře
Jak se kdysi na Hané postupovalo líčí se všemi zvyky a pověrami J. Vyhlídal:
Vepaří se masnička, postaví se na šporherd, abe veschla, pak se sebere šofánkem smetana, požehná masnička ve jméno otce i syna i ducha svatého a začne se. Neokazajó se drobinke, co je temo, že nemožo stlóct? Naleje do teho žečko svěcené vode, třeba to pomože. Nepomuhlo.

Tož postaví masničko do vlažné vode, snad temo pomužem. - Zas nic. - … Dá se pod masničko hosté hřebínek, čarodenice bude moset čitat jeho zobe a me stlučem. Na to žena: „Dé mě pokoj s takovó pověró, rač okřet masničko svěcenýma kočičkama, to pré pomáhá.“

Cera vrtěla, matka okuřovala se všech stran, až celá jizba čpěla dýmem. „No chvála Boho, ukázale se drobinke, bodem brzo hotovy; te posvěceny věce přece pomáhajó.“ Za chvíli již tlukem poleskávaly putřičku, aby byla vcelku a hospodyně ji vážila na věduňky, na dřevěné váze. Závaží zastupoval říční oblázek.
 Jan Vyhlídal, Malůvky z Hané
.

## Československá alternativa másla
V 70. letech 20. století v Československu vznikl dodnes populární mlékárenský výrobek alternativní k máslu, který se dobře roztírá v nízkých teplotách ihned po vyjmutí z chladničky a má nižší, pro spotřebitele zajímavější energetické hodnoty. Kvůli snadné roztíratelnosti byla tato máselná pomazánka pojmenována jako pomazánkové máslo.
Později, v roce 2013, byl v oficiálním styku název zakázán Evropskou unií kvůli směrnici definující pojem máslo výhradně jako pravé máslo, Česká republika tak změnila oficiální standardizovaný název na tradiční pomazánkové a Slovensko na několik různých nejednotných názvů.

## Spotřeba másla
V roce 2007 byla v Česku průměrná spotřeba másla 4,2 kg/osobu, v roce 2015 spotřeba vzrostla na 5,5 kg/osobu.

## Cena másla
V červnu 2017 cena másla v Česku dosahovala 45 Kč za kostku másla, meziročně tak zdražilo téměř o 10 Kč. Mezi důvody zdražení patřilo zvýšení výkupních cen syrového mléka a zvýšení poptávky po vícetučných mlékárenských výrobcích, což způsobilo pokles nabídky mléčného tuku k výrobě másla. Meziroční zvýšení ceny másla v Česku o 30 % bylo malé v porovnání s průměrným zvýšením ceny o 77 % v celé Evropské unii.
V září 2017 cena másla dosahovala 60 Kč. Kvůli zvýšení ceny másla vyzvalo Ministerstvo financí Specializovaný finanční úřad, aby provedl kontrolu u producentů a hlavních obchodníků na maloobchodním trhu. Ještě koncem srpna byla průměrná výrobní cena másla 145,17 Kč/kg, tedy 36,29 Kč za čtvrtku másla a průměrná prodejní cena byla 52,31 Kč za čtvrtku másla. V lednu 2017 byla výrobní cena 29,36 Kč za čtvrtku másla. Cílem kontroly bylo posoudit oprávněnost zvýšení cen z důvodu růstu nákladových vstupů, zjistit změny v objemech dodávek z tuzemska a dovozu a také případné odlišnosti cen podle původu másla.
V listopadu 2017 začala cena másla klesat a ustálila se na ceně asi 45 Kč za kostku másla. V polovině června 2018 se cena másla opět prudce zvýšila a dosahovala až 60 Kč. Důvodem byl opět nedostatek mléčného tuku.